# 杨桂朋
杨桂朋，中国海洋大学化学化工学院教授，主要从事海洋化学方面的研究工作。担任《中国海洋大学学报》、《盐湖研究》编委，入选中华人民共和国教育部2009年度"长江学者"特聘教授。曾就读于中国海洋大学海洋化学专业。